# Barcellona Pozzo di Gotto
Barcellona Pozzo di Gotto là một đô thị và cộng đồng (comune) ở tỉnh Messina ở bờ biển bắc của vùng Sicilia nước Ý, 40 km so với Messina. Đô thị Barcellona Pozzo di Gotto có diện tích 58,89 ki lô mét vuông, dân số thời điểm năm 31 tháng 12 năm 2009 là 41.549 người.